# Zelfana
Zelfana (în arabă زلفانة) este o comună din provincia Ghardaïa, Algeria.
Populația comunei este de 10.161 de locuitori (2008).